# Jambon de Njeguši

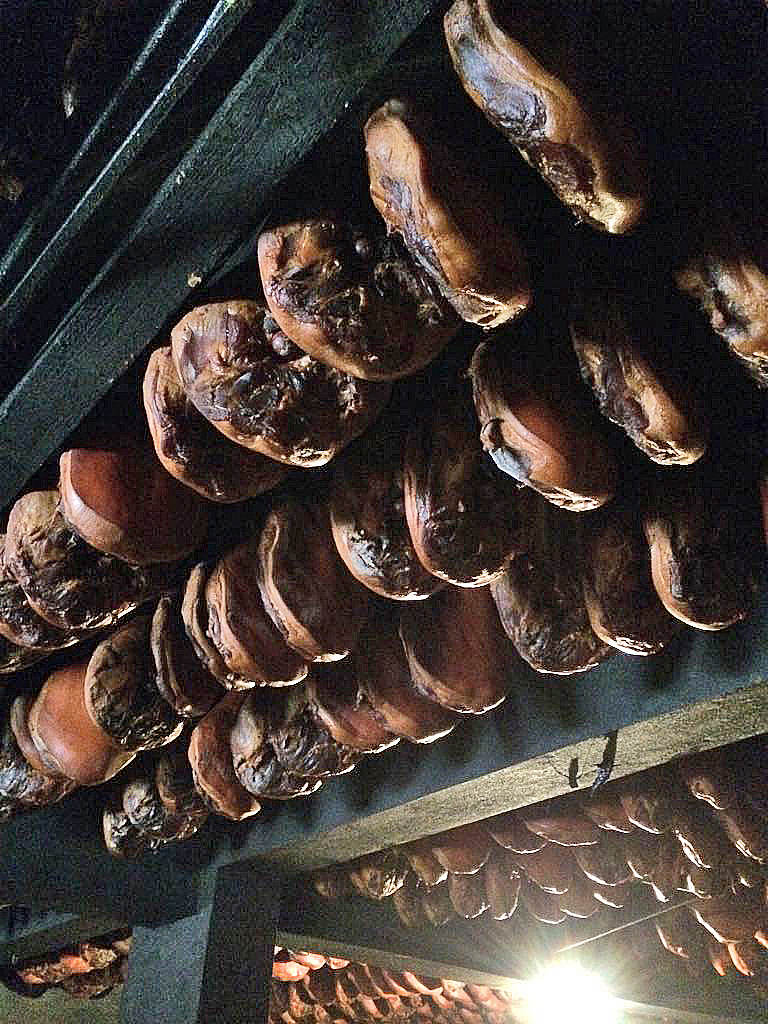
Njeguški pršut

Le jambon de Njeguši est un jambon fumé de la région de Njeguši au Monténégro.

## Préparation
Ce jambon, séché à l'air et au feu de bois, est similaire au jambon de Parme italien, son goût et son arôme sont le résultat du mélange de l'air marin et de l'air de la montagne.

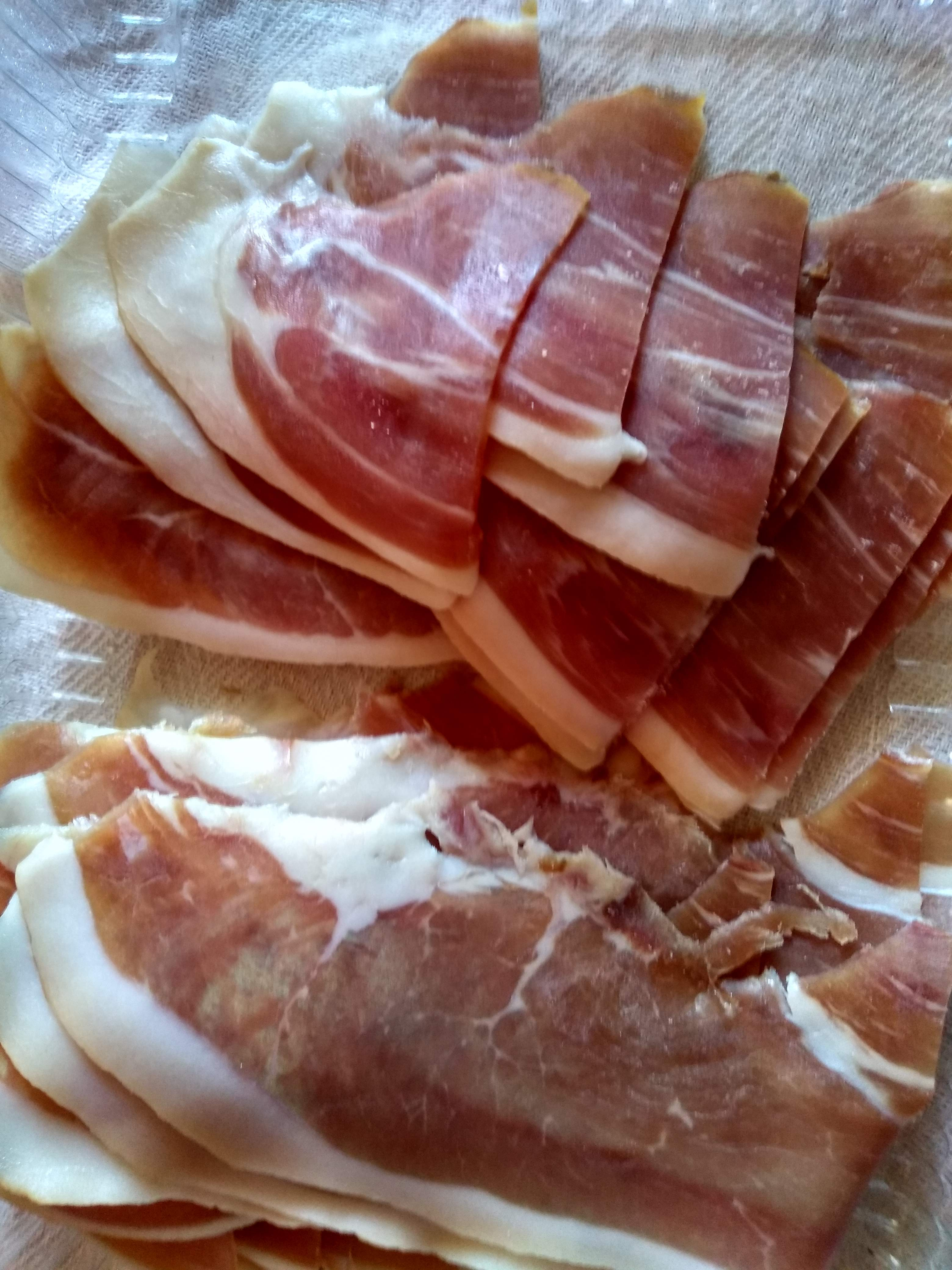
Prosciutto tranché
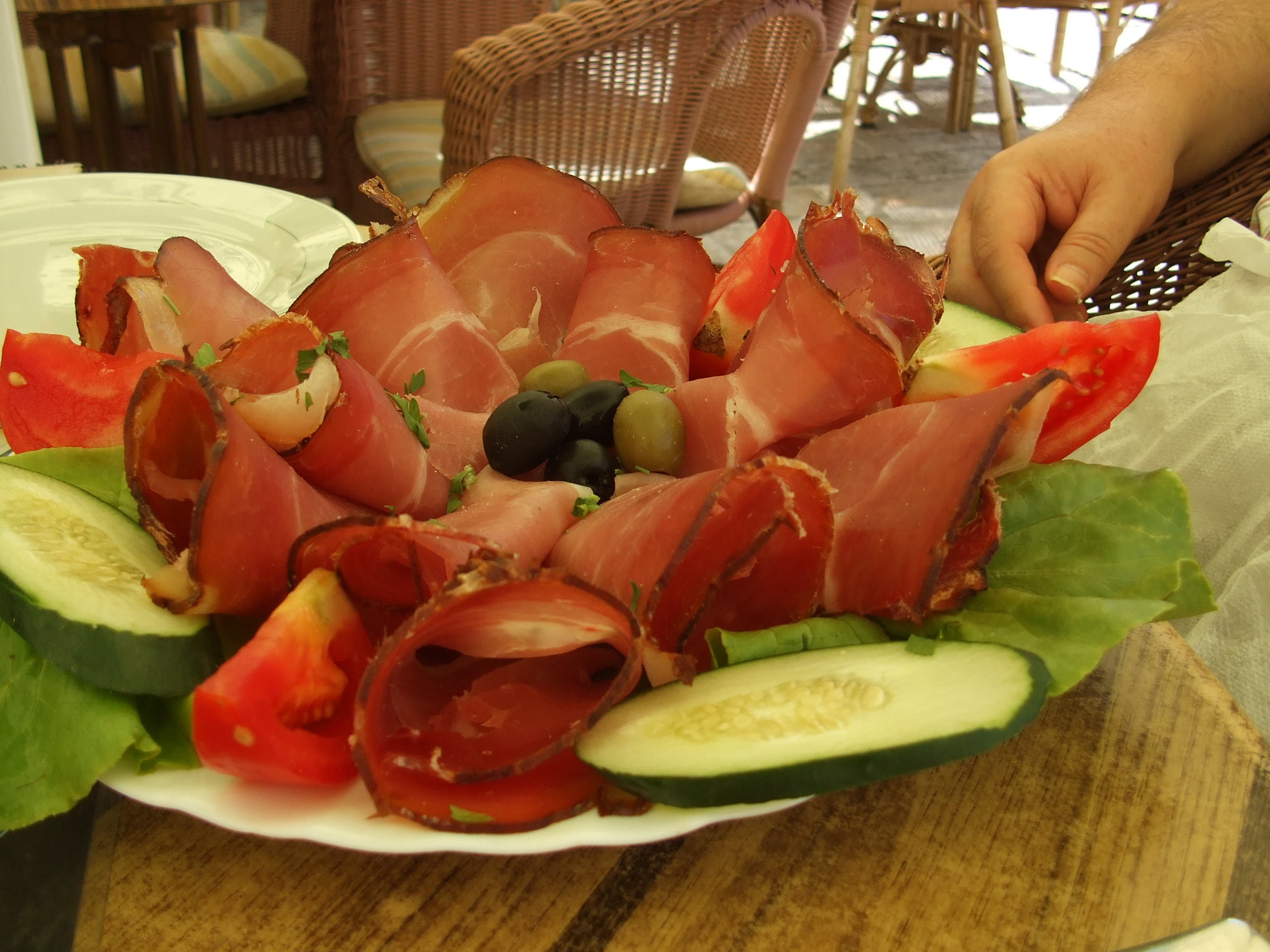
Prosciutto servi